# أنطونيو بوريرو
أنطونيو بوريرو (بالإسبانية: Antonio Borrero Cortázar)‏ (و. 1827 – 1911 م)هو سياسي، ومحامي من الإكوادور . ولد في كوينكا .
توفي في كيتو .